# Wrightstown (Nueva Jersey)
Wrightstown es un borough ubicada en el condado de Burlington en el estado estadounidense de Nueva Jersey. En el año 2010 tenía una población de 802 habitantes y una densidad poblacional de 174,35 personas por km².

## Geografía
Wrightstown se encuentra ubicado en las coordenadas 40°01′39″N 74°37′51″O / 40.02750, -74.63083.

## Demografía
Según la Oficina del Censo en 2000 los ingresos medios por hogar en la localidad eran de $27,500 y los ingresos medios por familia eran $29,375. Los hombres tenían unos ingresos medios de $28,889 frente a los $25,417 para las mujeres. La renta per cápita para la localidad era de $14,489. Alrededor del 24% de la población estaba por debajo del umbral de pobreza.